# Makoto Ueno
Makoto Ueno (上野 誠, Ueno Makoto) est un artiste graveur japonais du XXe siècle, né le 7 juin 1909 dans la préfecture de Nagano et mort le 13 avril 1980.

## Biographie
Après avoir quitté l'Université des arts de Tokyo avant d'être diplômé, il devient instituteur, pratiquant la gravure sur bois pendant ses loisirs, et exposant aux Salons de la Kokuga-kai, où il gagne le prix en 1936.
Depuis la guerre, il se consacre à la gravure et figure aux expositions d'estampes du Peuple Japonais en Chine et aux États-Unis en 1951 et 1956.
En 1959, il remporte la médaille d'or à la Foire internationale du livre de Leipzig.